# Sorelia ferruginea
Sorelia ferruginea är en skalbaggsart som först beskrevs av Fuchs 1964.  Sorelia ferruginea ingår i släktet Sorelia och familjen långhorningar. Inga underarter finns listade i Catalogue of Life.